# Dirphia wanderbilti
Dirphia wanderbilti är en fjärilsart som beskrevs av Pearson. 1958. Dirphia wanderbilti ingår i släktet Dirphia och familjen påfågelsspinnare. Inga underarter finns listade i Catalogue of Life.